# Park Naturalny Rusenski Łom
Park Naturalny Rusenski Łom (bułg. Природен парк Русенски Лом) – obszar chroniony w randze parku naturalnego, położony w obwodzie Ruse w Bułgarii. Zajmuje powierzchnię 3408 ha. Głównym przedmiotem ochrony jest rzeka Rusenski Łom. Został ogłoszony parkiem narodowym przez UNESCO.
W 1984 roku został wpisany na listę informacyjną UNESCO.

## Historia
Park został założony 26 lutego 1970 roku. W 1984 roku został wpisany na listę informacyjną UNESCO.

## Fauna
Na terenie parku zidentyfikowano 29 gatunków bezkręgowców (spośród których 5 jest objętych ochroną) oraz 22 gatunki ryb.